# Distretto di Ramón Castilla
Il distretto di Ramón Castilla è uno dei quattro distretti della provincia di Mariscal Ramón Castilla, in Perù. Si trova nella regione di Loreto e si estende su una superficie di 7.122,78 chilometri quadrati.
Istituito il 2 luglio 1943, ha per capitale la città di Caballococha.